# اکپینار، نازیلی
اکپینار، نازیلی (به لاتین: Akpınar, Nazilli) یک منطقهٔ مسکونی در ترکیه است که در استان آیدین واقع شده‌است.

## خصوصیات
اکپینار ۲۴۸ نفر جمعیت دارد.